# Межумошье
Межумошье — деревня в Староладожском сельском поселении Волховского района Ленинградской области.

## История
Впервые упоминается в Писцовой книге Водской пятины 1500 года как деревня Межмошье в Пречистенском Городенском погосте Ладожского уезда.
Деревня Межумошье обозначена на карте Санкт-Петербургской губернии Ф. Ф. Шуберта 1834 года.

МЕЖУМОШЬЕ — деревня принадлежит титулярной советнице Дерюгиной, число жителей по ревизии: 12 м. п., 12 ж. п. (1838 год)

Деревня Межумошье отмечена карте профессора С. С. Куторги 1852 года.

МЕЖЕУМОЖЬЕ — деревня наследников госпожи Дерюгиной, по просёлочной дороге, число дворов — 4, число душ — 18 м. п. (1856 год)

МЕЖУМОШЬЕ — деревня владельческая при колодцах, число дворов — 5, число жителей: 23 м. п., 16 ж. п. (1862 год)

В 1873—1874 годах временнообязанные крестьяне деревни выкупили свои земельные наделы у А. Д. Левицкой и стали собственниками земли.
Согласно епархиальным сведениям 1899 года деревня относилась к приходу Алексеевской церкви при Успенском женском монастыре (Успения Пресвятой Богородицы) в селе Старая Ладога.
В конце XIX веке деревня административно относилась к Изсадской волости 1-го стана Новоладожского уезда Санкт-Петербургской губернии, в начале XX века — 2-го стана.
По данным «Памятной книжки Санкт-Петербургской губернии» за 1905 год деревня Межумошье входила в состав Горского сельского общества.
Согласно данным переписи населения СССР 1926 года в деревне Межумошье Иваноостровского сельсовета Октябрьской волости Волховского уезда проживали 52 человека — все русские.
По данным 1933 года деревня деревня Межумошье входила в состав Староладожского сельсовета Волховского района.

План деревни Межумошье. 1941 год

Согласно топографической карте РККА 1941 года деревня насчитывала 12 дворов. 
По данным 1966, 1973 и 1990 годов деревня Межумошье также входила в состав Староладожского сельсовета.
В 1997 году в деревне Межумошье Староладожской волости проживали 5 человек, в 2002 году — 3 человека (все русские).
В 2007 году в деревне Межумошье Староладожского СП — вновь 5 человек.

## География
Деревня находится в северо-западной части района к западу от автодороги 41А-006 (Зуево — Новая Ладога) и к северу от центра поселения, села Старая Ладога.
Расстояние до административного центра поселения — 5 км.
Расстояние до ближайшей железнодорожной станции Волховстрой I — 17 км.
Ближайший населённый пункт — деревня Ивановский Остров.

## Демография
| 1862 | 2007 | 2010 | 2017 |
| ---- | ---- | ---- | ---- |
| 39   | ↘5   | ↘3   | ↘0   |

### Национальный состав
Согласно данным Всероссийской переписи населения 2021 года в деревне проживали 5 человек, все русские.